# Stadtamt Lilienfeld

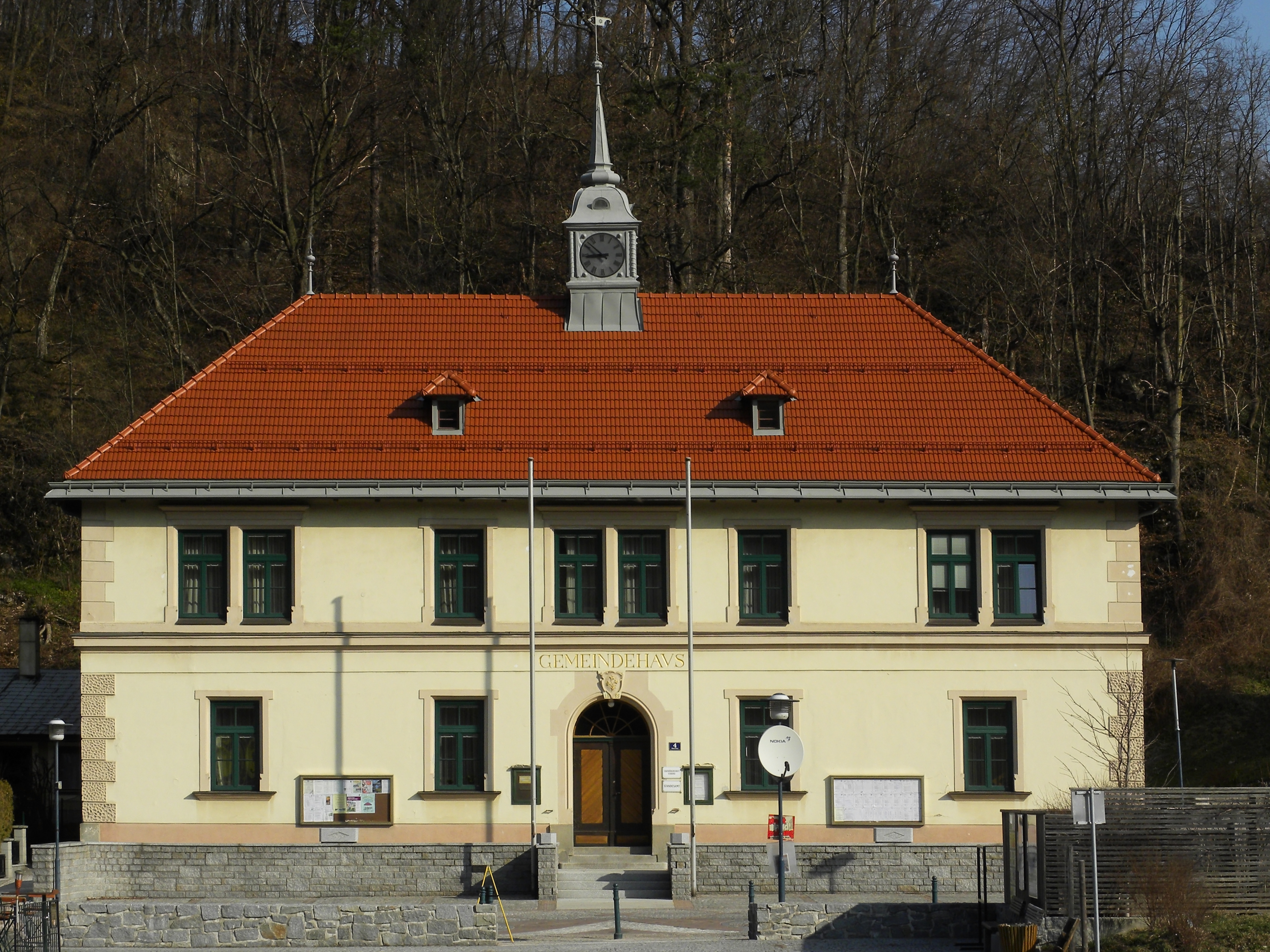
Stadtamt in Dörfl in Lilienfeld

Das Stadtamt Lilienfeld steht in der Dörflstraße 4 in Dörfl in der Stadtgemeinde Lilienfeld im Bezirk Lilienfeld in Niederösterreich. Das Stadtamt bzw. Gemeindehaus steht unter Denkmalschutz (Listeneintrag).

## Geschichte
Das Gemeindehaus wurde 1888 an der Stelle eines ehemaligen Armenhauses nach den Plänen des Architekten Dominik Avanzo erbaut.

## Architektur
Das schlichte späthistoristische dreiseitige zweigeschoßige Gebäude unter einem Walmdach trägt einen Dachreiter mit einer Uhr. Die Fassadenfront betont mit dem Rundbogenportal und der Anordnung der Fenster die Mitte.